# Chillerama
Pour plus de détails, voir Fiche technique et Distribution.
Chillerama est un film américain réalisé par Adam Green, Joe Lynch, Adam Rifkin et Tim Sullivan, sorti en 2011.

## Synopsis
Le film se déroule dans un ciné-parc présentant des films de monstres. Chaque segment est un hommage à un genre particulier.

## Fiche technique
- Titre : Chillerama
- Réalisation et scénario :
  - The Diary of Anne Frankenstein : Adam Green
  - Zom-B-Movie : Joe Lynch
  - Wadzilla : Adam Rifkin
  - I Was a Teenage Werebear : Tim Sullivan
- Musique : Patrick Copeland, Andy Garfield et Bear McCreary
- Photographie : Will Barratt
- Montage : Matthew Brulotte, Gavin Heffernan et Ed Marx
- Production : Jason Richard Miller, Andrew Mysko et Cory Neal
- Société de production : ArieScope Pictures et New Rebellion Entertainment
- Pays de production :  États-Unis
- Genre : Comédie horrifique, action et science-fiction
- Durée : 120 minutes
- Dates de sortie : 
  - Allemagne : 22 août 2011 (Fantasy Filmfest)
  - France : 13 août 2013

## Distribution
The Diary of Anne Frankenstein
- Joel David Moore : Adolf Hitler
- Kristina Klebe : Eva Braun
- Kane Hodder : Meshugannah
- Hans Berlin : Nazi Rupert
- Matthew C. Temple : Nazi Franz
- Laura Ortiz : Margot Frank
- Jim Ward : M. Frank
- Silvia Moore : Mme. Frank
- Melinda Cohen : Anne Frank
- Tim Sullivan : le fossoyeur

Zom-B-Movie
- Richard Riehle : Cecil Kaufman
- Corey Jones : Toby
- Kaili Thorne : Mayna
- Brendan McKian : Ryan
- Ward Roberts : Miller
- AJ Bowen : Rick Marshall
- Briana Mackay : Deb Marshall
- Miles Dougal : Floyd
- Jamey Anthony : Penelope Fitzhume
- Olivia Taylor Dudley : Laura
- Laura Ortiz : Desi
- Sterling Torrington : lui-même
- Remy Mackay-Lynch : Hanzo Marshall

Wadzilla
- Adam Rifkin : Miles Munson
- Sarah Mutch : Louise
- Ray Wise : Dr. Weems
- Lin Shaye : Baglady
- Tania Raymonde : Zelda
- Eric Roberts : le général Bukakke
- Miles Dougal : le sans-abri
- Owen Benjamin : Larry
- Tracy Dawson : Molly
- Summer Altice : Andie Sumner
- Olivia Taylor Dudley : l'infirmière Unger
- Ron Jeremy : capitaine Fatso
- Peter Schink : Dudley Dingleberry

I Was a Teenage Werebear
- Sean Paul Lockhart : Ricky
- Anton Troy : Talon
- Gabby West : Peggy Lou
- Adam Robitel : Butch
- Lin Shaye : l'infirmière Maleva
- Thomas Christopher Colby : Werebear Talon
- Ron Jeremy : Captain Fatso
- Chris Staviski : Werebear Ricky
- John Mccormick : Werebear Dan
- Ward Edmondson : Werebear Den
- Darren Billam : Dan
- Pat Billam : Den
- Paul Ward : M. O'Reilly
- Jack McDowell : Jimmy
- Tim Sullivan : le coach Tuffman
- Robbie Vinton : Big Toe
- Earl Roesel : M. Paisley
- Dave Marchant : le principal Poe
- Parrish Randall : Ackerman
- Christopher Raff : Chuckles
- Josh Brodis : Slick
- Marc Hudson : Slim
- Zach Phoenix : Freddy Havalon
- Chris Grandelli : Lou Bricant

Chillerama a été distribué par Image Entertainment.